# Neuroekonomija
Neuroekonomija je relativno nova interdisciplinarna oblast koja uključuje kognitivnu neuronauku, računarsku neuronauku, psihologiju i ekonomiju.  Neuroekonomisti na ovaj način objašnjavaju kako izgleda proces donošenja odluka kod potrošača. U tumačenju više različitih alternativa fokusira se na optimalnu moguću aktivnost.

## Uticaj naspram izbora kod neuroekonomista
A. Neuroekonomisti se fokusiraju na model izbora, koji tumači kako se potrošači odnose na fenomen nagrađivanja, odnosno ogorčenja u situaciji izostanka prvog. Dijagram toka pokazuje četiri koraka koja su neophodna u procesu sačinjenja određenog izbora. Prvi korak predstavlja izbor kod oblikovanja i identifikacije odluke u svesti potrošača. Drugi korak čini vrednost potrošačevih izbora. Treći korak predstavlja selekciju između različitih izbora. Konačno, četvrti korak je procena finalizacije odluke potrošača.
B. Za razliku od ekonomista i neuroekonomista sa njihovim fokusom na izbor kod potrošača, marketing je više fokusiran na uticaj kod potrošača. Dijagram pokazuje efekte uticaja na ponašanje potrošača. Uticaj se može tumačiti kao razlika u preferencijalima kod osobe potrošača, bilo interno ili eksterno. To se kompleksnije može rastumačiti kroz vrednosti koje su date posredstvom sledećih teorija: Zakon obuhvatnosti, Aliestezija, Teorija izgleda, Varijacije u okviru Teorije portfolija i Teorija relativnog preferencijala. 
Ostale kognitivne funkcije kao što su sećanja ili stečena iskustva su ključni za procesuiranje i evaluaciju benefita koje potrošač manifestuje kroz svoje ponašanje. Ponašanje kao posmatrana celina je spoj svih internih i eksternih preferencijala kod potrošača. Preferencijali kod potrošača utočište imaju u hedonističkom aspektu Teorije deficiteta.

## Donošenje odluka u neuroekonomiji
Grupa istraživača je veoma precizno objasnila vezu između potrošačevog mozga, donošenja odluka i godina starosti. Na ovaj način su neuroekonomisti napravili vidni progres u donošenju odluka kod potrošačevog neuralnog sistema i njegovog transmitera. Spomenuti autori su predložili model triadične spone između ekonomskog donošenja odluka, dopaminergetskog i serotonenergetskog, kao i faktora godina kod potrošača. 

## Literatura
- Brown, E. (2012). Conversations in science. Economics meets brain chemistry. A neuroeconomics expert talks about the genes that can affect Wall Street trading, Los Angeles Times, A.13
- Camerer, Colin F. (2008). „The potential of neuroeconomics”. Economics & Philosophy. 24 (3): 369—379. ISSN 1474-0028. doi:10.1017/S0266267108002022. Приступљено 30. 9. 2018.
- Glimcher, Paul W. (2008). „Neuroeconomics”. Scholarpedia. 3 (10): 1759. ISSN 1941-6016. doi:10.4249/scholarpedia.1759. Приступљено 30. 9. 2018.
- Hasler, Gregor (2012). „Can the neuroeconomics revolution revolutionize psychiatry?”. Neuroscience & Biobehavioral Reviews. 36 (1): 64—78. ISSN 0149-7634. doi:10.1016/j.neubiorev.2011.04.011. Приступљено 30. 9. 2018.
- Herrmann-Pillath, Carsten (2012). „Towards an externalist neuroeconomics: Dual selves, signs, and choice.”. Journal of Neuroscience, Psychology, and Economics. 5 (1): 38—61. ISSN 2151-318X. doi:10.1037/a0026882. Приступљено 30. 9. 2018.
- Platt, Michael L; Huettel, Scott A (2008). „Risky business: the neuroeconomics of decision making under uncertainty”. Nature Neuroscience. 11 (4): 398—403. ISSN 1097-6256. doi:10.1038/nn2062. Приступљено 30. 9. 2018.